# 타카나시 린
타카나시 린(일본어: 高梨 臨, 1988년 12월 17일 ~ )은 일본의 배우, 모델이다. 이전 활동명은 타카나시 마리(高梨 真莉)이다.

## 출연 작품
- 여름으로 가는문 -너가 있는 미래로- (2021)
- 대상 (2016)
- 불쾌한 과실 (2016)
- 히간바나 ~경시청 수사 7과~ (2016)
- 레드 크로스 ~여자들의 소집 영장~ (2015)
- 5시부터 9시까지 ~나를 사랑한 스님~ (2015)
- Dr. 린타로 (2015)
- 새하얗다 (2015)
- 마이 하와이안 디스커버리 (2014)
- 도쿄 가드 센터 (2014)
- 킬러스 (2014)
- 하나코와 앤 (2014)
- 두근두근, 도쿄! (2013)
- 열쇠 없는 꿈을 꾸다 (2013)
- 네오 울트라Q (2013)
- 방과후 그루브 (2013)
- 카라마조프의 형제들 (2013)
- 카엔·북의영웅 아테루이전 (2013)
- O-PARTS ~오파츠~ (2012)
- 오늘, 사랑을 시작합니다 (2012)
- 살아있는 것은 없는가 (2012)
- 사랑에 빠진 것처럼 (2012)
- 천장전대 고세이저VS신켄저 에픽 ON 은막 (2011)
- 사무라이전대 신켄쟈 VS 고온쟈 은막 BANG!! (2010)
- 사무라이 전대 신켠져 (2009)
- 가면 라이더 디케이드 - 시리즈 (2009)
- 철도 무스메 ~Girls be ambitious!~ (2008)
- 고스 (2008)